# モンスターハンター エピソード (漫画)
『モンスターハンター エピソード』は、布施龍太による日本の漫画作品。ケータイモバイル『モンハン部』で配信されたショート・ストーリーを小説化し、さらに漫画化したものである。『モンスターハンター3』の世界観を主流としている。

## 各話の内容
本作は、ハンターたちが砂漠最大の街・ロックラックを訪れ、そこで海運業を営む「船長」という竜人族の男性から昔話を聞くという形式が取られている。

### 第1話 「伝説を求めて」
スラッシュアックスの使い手・ガイユは、とある商人から水没林の奥深くに存在すると言われている「マカライト色に輝く神殿」の話を聞き、、その真相を探るべく仲間たちを引き連れて水没林のクエストへ出発し、神殿の主・ラギアクルスと対峙するも、命からがら退散する羽目になった。

### 第2話　「小さな勇気」
三年経っても未だにイャンクックを討伐できなく、落ち込んで引退をしようか悩む若手のハンターに、船長はかつて一年経ってもランポスすら倒せずにいたハンター・フィジカの話をする。
フィジカはハンターになってから一年経つものの、臆病な性格が災いしてランポスを倒せずにおり、相棒兼幼馴染のジルをいら立たせていた。やがて、ジルは「飛竜の卵の運搬」というクエストの受注を最後にコンビを解消しようと考えていた。ジルは飛竜ことリオレイアの卵を持ち出した結果、その親を怒らせてしまい、執拗に追い回されてしまった。

### 第3話　「双角」
「蒼空のサムライ」の異名を持つ青年ハンター・シドウは三人でパーティを組んで活躍していたが、金冠サイズのディアブロス亜種「双角」によって二人の仲間を殺されて以来、一人で狩りをする様になった。ある日、船長は知人の娘・ジーナをシドウに無理矢理押し付ける。その矢先、シドウは二人組のハンターから、ディアブロス亜種の討伐を引き受ける。その個体こそがシドウの仲間の仇であり、彼がその右角を折ったことから「片角」と呼ばれていた。

### 第4話　「私の村の銀狼」
凍土の寒村でベリオロスが出没し、幾多のハンターが挑んだがことごとく失敗。困り果てた村長の相談を受けた船長は、かつて「銀狼」と呼ばれたベリオロスを得意とするハンター・アルゼンに依頼した。そのアルゼンは、妻子を失った孤独から死に場所を求めるようになっており、今回の討伐を機に廃業を考えていたところだった。寒村のギルドで見習いをしているセラも肉親を失った過去と母親が出稼ぎに出ている現状から孤独を感じており、村を訪れたアルゼンを見て自分と近いものを感じ、討伐前夜の夕食の際、彼と言葉を交わし、お守りを託した。

### 第5話　「運のいい者達」
トッティ、モアロ、ダヌゥのG級トリオは、不運続きの中、大都市ドンドルマの酒場を訪れ、船長と出会う。船長は彼らに自信をつけるため、身体から鉱石が採取できるであろうバサルモスというモンスターの討伐を提案し、船長の知人であるベテランハンターのホルトも同行することにした。ところが、G級トリオに不運をもたらしたリオレウスが現れ、バサルモスを倒した後、一行に襲い掛かる。

### 第6話 「熱砂に誓う」
砂原から東へ10km離れたトキヤ村では、村を豊かにするべく砂上船を建造していたが、その度に近辺に生息しているボルボロスに敵と間違われて破壊される。その話を聞いた仲の悪い双子のハンターはどちらが早くボルボロスを討伐でき、どちらが村一番のハンターか競争する事となった。

### 第7話 「狩人よ、前へ」
ドンドルマの酒場でハンター日誌を拾った船長とギルド娘のベッキーは、ついつい中身を読んでしまう。そこには雪山でティガレックスに一人立ち向かうハンターの闘いが書かれていた。

### 第8話　「君の道」
姉弟で息の合ったコンビネーションで幾多のモンスターを狩る「ドスト三兄弟」。末弟のノイルは己の腕を試すためソロクエストであるショウグンギザミの討伐を発注した。リーダーで長女のレギアは心配のあまり、長男のダギを連れて密かにソロクエストを見守りに行った。やがてショウグンギザミ同士の間で縄張り争いが起こり、結局レギアたちは隠れていた場所から飛び出し、ノイルと3人でに2頭とも倒した。

### 第9話　「世界の果てまで」
伝説を求めて旅をしていたガイユ達パーティーは、ロックラックでハンターのクーレルから白く輝く古龍の目撃情報を得る。ところが、クーレルの話は周囲から信用されておらず、ドンドルマで彼の息子・ホレイが意気消沈のを見た一行は、その汚名をそそぎ、彼を元気付けるために古龍の棲む雪山へと向かう。そこへ、クシャルダオラがが現れ、雪山に君臨するブランゴたちの親玉・ドドブランゴを倒した後、ガイユ達パーティーに立ちはだかる。

### 第10話 「熱き冷水」
村専属のハンターを目指している少女・トリアは船長から紹介してもらった砂漠近くの小さな村に向かった。しかし現居付きのハンター・ガガンは外から来たトリアを拒絶してしまう。一方、ガガンの相棒である老女リリィは後継ぎが欲しかったこともあって彼とトリアの仲を取り持ち、自分達の狩りにトリアを連れて行った。狩りの相手はディアブロス亜種「黒猫」であり、ガガンたちはやっとのことで撃退した。

### 第11話 「弱肉強食」
大剣の使い手・ナンドは確かな実力があった一方、自分こそ最強と信じて疑わないため、周囲から煙たがられるいた。ある日、「己の最強を証明したければ雪山にいるモンスターと戦え」という船長の言葉に乗って雪山に向かったナンドは、道中遭遇したティガレックスを『最強の証』たるモンスターと確信し、死闘を演じる。そこへ、ラージャンという別のモンスターが登場する。

### 第12話 「シンボル」
密林の湖の入り口にあるセシル漁港は密林に現れたガノトトスによって危機に瀕していた。船長に連れられて丁度セシル漁港を訪れていた二人のハンター・トラヴィスとシェリィは街の住人の嘆願と船長の説得でガノトトス討伐に向かう。しかし狩場においてすら自分の髪型を気にするトラヴィスと彼に調子を合わせるシェリィの様子に、同行した街のハンター・リックの不安は募るばかりだった。

### 第13話 「大海の王、再び」
第1話での死闘の後、ラギアクルスは「マカライト色に輝く神殿」を去り、とある孤島に君臨していた。ガイユ達パーティーは、このラギアクルスにリベンジマッチを挑むも、その圧倒的な力の前に徐々に追い込まれてしまう。ほとんどの道具類を使い果たした状況で、ガイユが最後の策を提示する。

### 第14話 「モンスターハンター」
ポッケ村のハンター・ロックは、船長と共にユクモ村まで湯治に行くが、はじめて訪れたユクモ村への好奇心から狩りに行ってしまう。結局ロックは、帰りの時間に間に合うようにということで自前の装備をすべて没収された上で「タケノコ狩り」を命じられるが、目の前に現れたジンオウガを狩りに行ってしまい、オトモアイルーのポルチを困らせてしまう。その様子に船長は今まで出会ってきた多くのハンター達の姿を思い浮かべ、穏やかな笑みを浮かべた。

## 登場人物
船長
ロックラックで海運業を営んでいる竜人族の船長。太刀使いとしても有名で、名立たるハンターも彼の船を利用し、新米ハンターにパーティーの紹介や『物語』を語ってあげるなど、面倒見がいい。語尾に「ゼヨ」を付けるクセがある。
ガイユ
第1話、第9話、第13話に登場。パーティーのリーダー格で、スラッシュアックスを使う。熱血だが、物事を冷静に判断する事ができる。
コジャ
第1話、第9話、第13話に登場。ガイユの旧友である片手剣使い。性格は軽く消極的だが、仲間を思う気持ちはガイユと同じくらいある。
ボルソン
第1話、第9話、第13話に登場。ガイユの仲間であるハンマー使い。巨体を生かし、時には緊急離脱時のサポートをする事（高所からの大ジャンプ時のキャッチ役など）もある。
ミュジィ
第1話、第9話、第13話に登場。ガイユの仲間であるライトボウガン使い。小柄な体型を生かし身軽な動きをする。常に冷静な判断をし、ガイユも時として頼りにするほど。
フィジカ
第2話に登場。大剣使いの女性で、ジルとは幼馴染のジルと一緒にハンターをはじめて約一年。しかし臆病な性格のため未だにランポスすらまともに狩れない始末。はじめて狩ったランポスの爪をお守りとしてジルとおそろいで持っている。
ジル
第2話に登場。フィジカの幼馴染であるで双剣使い。長い間フィジカと一緒に狩りをしていたが、いつまでもランポスを狩れないフィジカに苛立ちを感じ、今回のクエストを最後に別離しようと考えている。
シドウ
第3話に登場。太刀使い。名を馳せたハンターで、リオレウス亜種の蒼い防具を身に纏っている事から「蒼空のサムライ」と呼ばれている。昔、とあるクエストで仲間を失って以来一人で狩りをするようになったが、船長から無理矢理ジーナを押し付けられてしまった。
ジーナ
第3話に登場。片手剣使いの少女。船長の知人の娘で、船長の紹介で無理矢理シドウのパーティーに入った。今まで故郷で狩りをしていただけあり実力はそれなりにあり、時として冷静な判断をする。
アルゼン
第4話に登場。太刀使い。パーティーは組まず、ベリオロス一式の装備をしている事から「銀狼」と呼ばれているベテランハンター。過去に妻と娘を失い、その孤独から狩りの中に「死」も求めていた。
セラ
第4話に登場。寒村のギルドで見習いをしている少女で、太刀を使う。父親を幼い頃に失い、母親は街へ出稼ぎに行っているため一人で暮らしており、表はしっかりしているが内心寂しがっている。
ホルト
第5話に登場。船長の知人である若いハンター。熱血漢で、人を軽々と投げ飛ばす怪力を持ち、過去に古龍を撃退した事がある。
トッティ
第5話に登場。G級トリオのリーダー格。大剣使い。
モアロ
第5話に登場。G級トリオの一人。ブルファンゴフェイクを被っている。ランス使い。
ダヌゥ
第5話に登場。G級トリオの一人。アイルーフェイクを被っている。片手剣使い。顔は見えずにほぼディフォルメされて登場するので分かり難いが女性である。
バノン
第6話に登場。村に住んでいる双子のハンターの片方。スラッシュアックス使いで、攻撃力を重視するタイプ。自分が村一番のハンターだと豪語し、アディを敵視している。
アディ
第6話に登場。村に住んでいる双子のハンターの片方。スラッシュアックス使いで、閃光玉などのアイテムを活用し、手数で稼ぐタイプ。自分が村一番のハンターだと豪語し、バノンを敵視している。
ベッキー
第7話に登場。ドンドルマの酒場で働くギルドの娘。船長とは知り合い。
レギア・ドスト
第8話に登場。ドスト三兄弟の長女でリーダーで大剣使い。豪快な性格で長身に筋肉質な体格の持ち主。ノイルを溺愛している。
ノイル・ドスト
第8話に登場。ドスト三兄弟の末弟で片手剣使い。天性の才能がある。
ダギ・ドスト
第8話に登場。ドスト三兄弟の長男でガンナー。常識人。
クーレル
第9話に登場。ガイユ達がロックラックで出会ったガンナー。絵画の才能もあり、ドンドルマにある彼の家には今まで狩ったモンスターの絵画が飾られている。
ホレイ
第9話に登場。クーレルの息子。周りから父親を「ホラ吹きクーレル」と罵られているが、彼はクーレルがクシャルダオラ亜種を見た事を信じている。
トリア
第10話に登場。ドンドルマ出身の太刀使い。幼い頃の経験から小さな村やそこに住む人々を守るハンターになりたいと考えている。
ガガン
第10話に登場。砂漠近くの村を守るランス使いの老ハンター。ハンター歴60年を超える大ベテランであり、古龍（ラオシャンロン）の防具を纏う実力者。過去の一件から村の外から来た人間に対して不信感を抱えている。
リリィ
第10話に登場。パートナーのガガンと2人で砂漠の村を守ってきた老女。穏やかな性格をしている。
ナンド
第11話に登場。『弱肉強食』の信念と「己こそ最強」の自負のもと、自己中心的な振る舞いをしている。大剣のガードを巧みに使いこなしてほとんど攻撃を受けずに立ち回るなど、口先だけではない確かな実力も持ち合わせている。
トラヴィス
第12話に登場。ガンランス使い。長い髪をトサカのように逆立てた髪型が特徴。この「シンボル」を何よりも大切にしており、馬鹿にした者には武器を向ける事すら厭わないなど問題のある性格をしているが、ハンターとしての腕は確か。
シェリィ
第12話に登場。トラヴィスに仕えるメイド兼ハンターの女性。ヘビィボウガン使いのガンナー。トラヴィスが子供の頃から彼の面倒を見ており、その頃の回想シーンにおいても今と容姿が変わっていない。
リック
第12話に登場。セシル漁港で活動している片手剣使いの少年。まだ新米ハンターではあるが、街を守ろうとする意志は強い。単独でガノトトスに挑むものの失敗してしまい、トラヴィスとシェリィに同行する。
ロック
第14話に登場。ポッケ村在住のハンター。船長に連れられてユクモ村に湯治に訪れる。
ポルチ
第14話に登場。ロックに同行する事になったオトモアイルー。

## 単行本
- 1巻 2010年6月10日
- 2巻 2010年12月10日
- 3巻 2011年5月10日(完)